# توماس أدولفوس ترولوب
توماس أدولفوس ترولوب (بالإنجليزية: Thomas Adolphus Trollope)‏ (29 أبريل 1810، بلومزبري في المملكة المتحدة - 11 نوفمبر 1892، كليفتون في المملكة المتحدة)؛ مؤرخ وروائي بريطاني.